# Gaj wymysłowicki
Gaj wymysłowicki – rodzinny cmentarz rodziny von Wilamowitz-Moellendorff, który znajduje się w lesie w zachodniej części Wymysłowic.

## Historia
Został założony przez Arnolda i Ulrykę von Wilamowitz-Moellendorff w roku 1864 ze względu na ich wyznanie protestanckie.
Posadzono tu różnorodne odmiany i gatunki drzew i krzewów ozdobnych, sprowadzonych z różnych zakątków świata. Alejki wewnętrzne wysypano grubym jednorodnym żwirem, którym opiekował się dworski ogrodnik dojeżdżający raz w tygodniu z Markowic. Cmentarz był otoczony czworokątnym murem, przez środek którego prowadziła aleja starych tuj amerykańskich. Pracę nad modernizacją cmentarza prowadził Edmund Mikołajczak.

## Pochowani tam są
- Ulrich von Wilamowitz-Moellendorff
- Maria von Wilamowitz-Moellendorff
- Tycho von Wilamowitz-Moellendorff – tylko stela, upamiętniająca poległego podczas I wojny światowej
- Gottfried Hermann von Wilamowitz-Moellendorff
- Hermann von Wilamowitz-Moellendorff
- Arnold von Wilamowitz-Moellendorff
- Ulryka von Wilamowitz-Moellendorff
- Hugo von Wilamowitz-Moellendorff
- Claus von Heydebreck
- Hildegarda von Heydebreck
- liczni okoliczni Niemcy, między innymi ośmiu mieszkańców Markowic, którzy zginęli podczas wypadków wrześniowych 1939 r.
- dwóch leśniczych lasu wymysłowickiego[potrzebny przypis]